# 札幌市交通局A870形電車
札幌市交通局A870形電車（さっぽろしこうつうきょくA870がたでんしゃ）は、札幌市交通局が1969年に導入した札幌市電の路面電車車両である。

## 概要
1969年（昭和44年）に、D1030形の車体と560形の電装品を組み合わせて登場した連結車である。それまでの改造連結車と同様、改造の容易な4台車方式とされた。
1969年10月にA871-A872号がD1030形D1031・D1032号の車体と560形562・563号の電装品で、11月にA873-A874号がD1030形D1033・D1034号の車体と560形564・565号の電装品を種車に 札幌交通機械で改造された。
種車のD1030形は1400 mm 幅の両開き中扉を持っていたため、片側3扉ずつとし、車体側面はほとんど改造されず、連結面となる側は運転台が撤去され、棒連結器と全断面の貫通幌で接続されていた。運賃収受はパッセンジャーフロー方式としたが、扉の幅が狭く、数が少ないため、中央車庫に配置され、比較的混雑の少ない一条線と山鼻西線で運用された。
しかし、ラッシュ時以外はその大きな車体を持て余していたこと、営業早々に脱線事故を起こしたこと（交通局前 - 西線6条間の「く」の字カーブで台車のひとつが逸脱したが、乗客と車両はともに無事であった）などから、1972年（昭和47年）4月に連結車では初の全車休車となり、そのまま運用に復帰することなく1974年（昭和49年）5月に廃車となった。実働僅か2年強の短命な車両であった。
廃車後はA871号と872号が江別市の会社に譲渡されたが、現状は不明。

## 主要諸元（2車体分）
- 全長：24,900 mm
- 全幅：2,230 mm
- 全高：3,555mm（奇数車）、3,465mm（偶数車）
- 自重：27 t
- 定員：180名
- 出力・駆動方式：37.3 kW ×4・吊り掛け式
- 台車型式：住友金属・KS-40系